# Liste der Baudenkmäler in Unterwössen
Auf dieser Seite sind die Baudenkmäler in der oberbayerischen Gemeinde Unterwössen zusammengestellt. Diese Tabelle ist eine Teilliste der Liste der Baudenkmäler in Bayern. Grundlage ist die Bayerische Denkmalliste, die auf Basis des Bayerischen Denkmalschutzgesetzes vom 1. Oktober 1973 erstmals erstellt wurde und seither durch das Bayerische Landesamt für Denkmalpflege geführt wird. Die folgenden Angaben ersetzen nicht die rechtsverbindliche Auskunft der Denkmalschutzbehörde.

## Baudenkmäler nach Ortsteilen

### Unterwössen
| Lage                            | Objekt                             | Beschreibung | Akten-Nr.     | Bild                    |
| ------------------------------- | ---------------------------------- | --- | ------------- | ----------------------- |
| Alte Dorfstraße 8 (Standort)    | Wohnhaus                           | Wohnteil des ehemaligen Bauernhauses, verputzter Massivbau mit hohem Kniestock und zwei Balusterlauben, Firstpfette bezeichnet mit dem Jahr 1820.                                                                           | D-1-89-160-1  | Wohnhaus                |
| Alte Dorfstraße 12 (Standort)   | Bauernhaus                         | Ehemaliges Bauernhaus, verputzter Massivbau mit hohem Kniestock und zwei Balusterlauben, über der Tür und an der Firstpfette bezeichnet mit dem Jahr 1835, mit Fresken von 1920.                                            | D-1-89-160-2  | Bauernhaus              |
| Hauptstraße 41 (Standort)       | Katholische Pfarrkirche St. Martin | Katholische Pfarrkirche St. Martin, erbaut 1780–83, Erweiterung nach Süden nach Plänen von Michael Steinbrecher, 1961–63; mit Ausstattung; Westzug der Friedhofsmauer mit tiefen, rundbogigen Grabnischen, 19. Jahrhundert. | D-1-89-160-4  | weitere Bilder          |
| Hauptstraße 41a (Standort)      | Vertriebenenkreuz                  | mit acht flankierenden Wappen, aus Holz, farbig gefasst, seitlich schmiedeeiserne Schriftzüge, 1950 | D-1-89-160-54 | BW                      |
| Hauptstraße 42 (Standort)       | Wohn- und Geschäftshaus            | Wohn- und Geschäftshaus, hoher dreigeschossiger Satteldachbau mit Putzgliederung und zwei Gusseisenbalkonen, an der Firstpfette bezeichnet mit dem Jahr 1865.                                                               | D-1-89-160-5  | Wohn- und Geschäftshaus |
| Hauptstraße 55 (Standort)       | Kleinbauernhaus                    | Einfirsthof, Wohnteil zweigeschossiger massiver Flachsatteldachbau mit verschaltem Blockbaugiebel, am First bez. 1680, Umbauphasen des 19. Jh.                                                                              | D-1-89-160-53 | BW                      |
| Hauptstraße 65 (Standort)       | Wohn- und Geschäftshaus            | Stattliches Wohn- und Geschäftshaus mit Halbwalmdach über Kehlgesims, Mitte 19. Jahrhundert. | D-1-89-160-6  | Wohn- und Geschäftshaus |
| Hauptstraße 85 (Standort)       | Bauernhaus                         | Ehemaliges Bauernhaus mit Blockbau-Obergeschoss, Giebel- und Hochlaube, an der Firstpfette bezeichnet mit dem Jahr 1758. | D-1-89-160-7  | Bauernhaus              |
| Hauptstraße 89 (Standort)       | Bauernhaus                         | Ehemaliges Bauernhaus mit Blockbau-Obergeschoss, Giebel- und Hochlaube, Kern Ende 17. Jahrhundert, Firstpfette bezeichnet mit dem Jahr 1693.                                                                                | D-1-89-160-8  | Bauernhaus              |
| Hauptstraße 89 a (Standort)     | Zuhaus                             | Zuhaus, Bruchsteinbau mit Flachsatteldach, an der Firstpfette bezeichnet mit dem Jahr 1865 (Dach 1988 erneuert). | D-1-89-160-9  | Zuhaus                  |
| Kapellenweg (Standort)          | Martinikapelle                     | Wegkapelle, sogenannte Martinikapelle, kleiner Massivbau mit Satteldach, 1827 (bezeichnet mit dem Jahr). | D-1-89-160-51 | Martinikapelle          |
| Nähe Am Wegmannbichl (Standort) | Bildstock                          | Bildstock, Rotmarmor, bezeichnet mit dem Jahr 1810. | D-1-89-160-45 | Bildstock               |
| Nähe Hauptstraße (Standort)     | Bildstock                          | Bildstock, Rotmarmor, bezeichnet mit dem Jahr 1790. | D-1-89-160-44 | Bildstock               |
| Nähe Hauptstraße (Standort)     | Kreuzkapelle                       | Kreuzkapelle, Satteldachbau mit großer Rundnischenöffnung, 17./18. Jahrhundert; mit Ausstattung. | D-1-89-160-3  | Kreuzkapelle            |
| Postweg 4 (Standort)            | Bauernhaus                         | Bauernhaus, verputzter Massivbau mit hohem, befenstertem Kniestock und zwei filigranen Lauben, erbaut Mitte 19. Jahrhundert, erneuert Ende 19. Jahrhundert.                                                                 | D-1-89-160-11 | Bauernhaus              |
| Webergasse 2 (Standort)         | Zuhaus                             | Ehemaliges Zuhaus, zweigeschossiger Massivbau mit Putzgliederung, an der Firstpfette bezeichnet mit dem Jahr 1856. | D-1-89-160-46 | Zuhaus                  |

### Hinterwössen
| Lage                            | Objekt          | Beschreibung | Akten-Nr.     | Bild            |
| ------------------------------- | --------------- | --- | ------------- | --------------- |
| Hinterfeldweg 1 a (Standort)    | Zuhaus          | Zuhaus, teils massiv, teils verschalter Ständerbau, mit Flachsatteldach, erbaut 1855.                                  | D-1-89-160-20 | Zuhaus          |
| Hinterfeldweg 2 (Standort)      | Dorfkapelle     | Dorfkapelle, 1827 erbaut; mit Ausstattung.                                                                             | D-1-89-160-24 | Dorfkapelle     |
| Hinterfeldweg 3 (Standort)      | Wohnhaus        | Wohnteil des Ehemaligen Bauernhauses mit Blockbau-Obergeschoss, bezeichnet mit dem Jahr 1732, im Kern 17. Jahrhundert. | D-1-89-160-21 | Wohnhaus        |
| Hinterfeldweg 14 (Standort)     | Kleinbauernhaus | Ehemaliges Kleinbauernhaus mit zwei Brettbalusterlauben, an der Firstpfette bezeichnet mit dem Jahr 1845.              | D-1-89-160-22 | Kleinbauernhaus |
| Hochfeld (Standort)             | Bildstock       | Gemauerter Bildstock, frühes 20. Jahrhundert.                                                                          | D-1-89-160-26 | Bildstock       |
| Schlierbachweg 2 (Standort)     | Bauernhaus      | Bauernhaus mit Blockbau-Obergeschoss und zwei kurzen Bretterlauben, bezeichnet mit dem Jahr 1691.                      | D-1-89-160-23 | Bauernhaus      |
| Taubenseestraße 50 a (Standort) | Zuhaus          | Zugehöriges Zuhaus, teils massiv, teils verschalter Ständerbau, mit Flachsatteldach, erbaut 1848.                      | D-1-89-160-25 | Zuhaus          |

### Kruchenhausen
| Lage                        | Objekt     | Beschreibung | Akten-Nr.     | Bild       |
| --------------------------- | ---------- | --- | ------------- | ---------- |
| Kruchenhausen 17 (Standort) | Bauernhaus | Ehemaliges Bauernhaus, stattlicher, verputzter Massivbau mit Blockbau-Kniestock und -Giebel, bezeichnet mit dem Jahr 1821.                                       | D-1-89-160-27 | Bauernhaus |
| Kruchenhausen 19 (Standort) | Bauernhaus | Ehemaliges Bauernhaus mit Blockbau-Obergeschoss und Laube, letztes Viertel 17. Jahrhundert (am wiederverwendeten Firstpfettenkopf bezeichnet mit dem Jahr 1687). | D-1-89-160-28 | Bauernhaus |
| Kruchenhausen 21 (Standort) | Zuhaus     | Zugehörig Zuhaus mit Blockbau-Obergeschoss, zweite Hälfte 18. Jahrhundert.                                                                                       | D-1-89-160-29 | Zuhaus     |
| Kruchenhausen 22 (Standort) | Bauernhaus | Bauernhaus, verputzter Massivbau mit Lauben und Blockbau-Giebel, Firstpfette bezeichnet mit dem Jahr 1792 (Dach 1987 erneuert).                                  | D-1-89-160-30 | Bauernhaus |

### Oberwössen
| Lage                       | Objekt     | Beschreibung | Akten-Nr.     | Bild       |
| -------------------------- | ---------- | --- | ------------- | ---------- |
| Bergerrücken (Standort)    | Bildstock  | Bildstock, Steinpfeiler, bezeichnet mit dem Jahr 1859, mit Metallkreuz; südlich des Ortes neben der B 305.                                                       | D-1-89-160-48 | Bildstock  |
| Dorfstraße 13 (Standort)   | Bauernhaus | Ehemaliges Bauernhaus, mit Blockbau-Obergeschoss, Firstpfette bezeichnet mit dem Jahr 1705.                                                                      | D-1-89-160-34 | Bauernhaus |
| Hochwandweg (Standort)     | Bildstock  | Rotmarmorsäule mit Laterne, bez. 1752 | D-1-89-160-49 | BW         |
| Kirchweg 3 (Standort)      | Bauernhaus | Wohnteil des Ehemaligen Bauernhauses, verputzter Massivbau mit Blockbau-Kniestock, Fletz- und Laubentürgewände Rotmarmor, bezeichnet mit dem Jahr 1820 und 1819. | D-1-89-160-35 | Bauernhaus |
| Kirchweg 12 (Standort)     | Bauernhaus | Ehemaliges Bauernhaus mit neuzeitlicher Bemalung, Kern Ende 18. Jahrhundert.                                                                                     | D-1-89-160-37 | Bauernhaus |
| Lackenbergweg 2 (Standort) | Bauernhaus | Bauernhaus mit zum Teil verputztem Blockbau-Obergeschoss, breiter Giebel- und kurzer Hochlaube, im Kern Mitte 18. Jahrhundert, erneuert 1936.                    | D-1-89-160-39 | Bauernhaus |

### Weitere Ortsteile
| Lage                                 | Objekt            | Beschreibung | Akten-Nr.     | Bild              |
| ------------------------------------ | ----------------- | --- | ------------- | ----------------- |
| Agg (Standort)                       |                   | Pestkreuz, Rotmarmor, bezeichnet mit dem Jahr 1634; neben einem Stadel am Hang unterhalb von Haus Nr. 10. | D-1-89-160-47 | BW                |
| Au, Bründlsberggasse 6 (Standort)    | Bauernhaus        | Kleinbauernhaus, zweigeschossiger, im Erdgeschoss verputzter Blockbau mit erneuerter Laube und Giebeltür, an der Firstpfette bezeichnet mit dem Jahr 1701.                                                                          | D-1-89-160-12 | Bauernhaus        |
| Au, Hochgernweg 31 (Standort)        | Bauernhaus        | Ehemaliges Bauernhaus, jetzt Gasthaus, verputzter Massivbau mit hohem Kniestock und zwei Balusterlauben, bezeichnet mit dem Jahr 1825, Dach erneuert 1997.                                                                          | D-1-89-160-13 | Bauernhaus        |
| Brem 11 (Standort)                   | Bauernhaus        | Bauernhaus, Mittertennbau mit zwei Lauben, im Kern zweite Hälfte 18. Jahrhundert, Firstpfette bezeichnet mit dem Jahr 1780. | D-1-89-160-14 | Bauernhaus        |
| Hacklau 1; Hacklau 1 b (Standort)    | Bauernhaus        | Ehemaliges Kleinbauernhaus mit Blockbau-Obergeschoss, an der Firstpfette bezeichnet mit dem Jahr 1775. | D-1-89-160-15 | Bauernhaus        |
| Hammer 1 (Standort)                  | Bauernhaus        | Ehemaliges Bauernhaus (Wohnhaus der früheren Hammerschmiede), verputzter Massivbau mit profilierten Pfettenköpfen und Balusterlauben, an der Firstpfette bezeichnet mit dem Jahr 1808.                                              | D-1-89-160-16 | Bauernhaus        |
| Hammer 2 (Standort)                  | Wohnhaus          | Wohnhaus (ehemaliges Gesindehaus der Hammerschmiede) mit Schopfwalm über Hohlkehle, erste Hälfte 19. Jahrhundert. | D-1-89-160-17 | Wohnhaus          |
| Hauser, Hadergasse 5 (Standort)      | Bauernhaus        | Kleinbauernhaus mit Blockbau-Kniestock und Hochlaube, bezeichnet mit dem Jahr 1823. | D-1-89-160-18 | Bauernhaus        |
| Hauser, Hadergasse 23 (Standort)     | Bauernhaus        | Ehemaliges Bauernhaus mit verputztem Blockbau-Obergeschoss und Bretterlauben, erbaut erste Hälfte 19. Jahrhundert unter Einbezug eines älteren, hierher transferierten Blockbaus (an der Firstpfette bezeichnet mit dem Jahr 1817). | D-1-89-160-19 | Bauernhaus        |
| Lendbichl 1 (Standort)               | Bauernhaus        | Kleinbauernhaus, Kernbau an der Firstpfette bezeichnet mit dem Jahr 1698, Bruchsteinausmauerung und Balusterlaube erste Hälfte 19. Jahrhundert.                                                                                     | D-1-89-160-31 | Bauernhaus        |
| Loh, Schmidfeldweg 2 (Standort)      | Bauernhaus        | Bauernhaus, verputzter Massivbau mit Kniestock, Giebellaube und teilweise alten Fenstern, an der Firstpfette bezeichnet mit dem Jahr 1843; vor dem Haus Rotmarmor-Brunnenbecken, bezeichnet mit dem Jahr 1824.                      | D-1-89-160-32 | Bauernhaus        |
| Stücklmühle 2 (Standort)             | Kapellenbildstock | Kapellenbildstock mit Zeltdach, 18./19. Jahrhundert. | D-1-89-160-40 | Kapellenbildstock |
| Wegmann, Kaltenbachweg 12 (Standort) | Bauernhaus        | Wohnteil des ehemaligen Bauernhauses mit zwei Balusterlauben, an der Firstpfette bezeichnet mit dem Jahr 1840; Zuhaus mit Flachsatteldach, gegen Mitte 19. Jahrhundert.                                                             | D-1-89-160-41 | Bauernhaus        |
| Weitalm (Standort)                   | Weitalm           | Moar-Kaser, verputztes Mauerwerk mit Blockbau-Giebel, Firstpfette bezeichnet mit dem Jahr 1816. | D-1-89-160-43 | BW                |
| Wiesen, Hochgernweg 81 (Standort)    | Bauernhaus        | Kleinbauernhaus, urtümlicher zweigeschossiger Blockbau, im Erdgeschoss verputzt, zweite Hälfte 17. Jahrhundert, mit jüngeren Lauben; über dem Stallteil offener Kantholz-Blockbau.                                                  | D-1-89-160-42 | Bauernhaus        |